# BabyMons7er
BabyMons7er è il primo EP del girl group sudcoreano BabyMonster, pubblicato il 1° aprile 2024 dalla YG.

## Tracce
1. Monsters (Intro) – 0:44
2. Sheesh – 2:50
3. Like That – 2:48
4. Stuck in the Middle (7 version) – 4:06
5. Batter Up (7 version) – 3:08
6. Dream – 3:03
7. Stuck in the Middle (remix) – 3:19

## Classifiche
| Classifica (2024) | Posizione massima |
| ----------------- | ----------------- |
| Corea del Sud     | 3                 |
| Croazia           | 5                 |
| Giappone          | 7                 |
| Nigeria           | 98                |